# Chiesa delle Sante Teuteria e Tosca

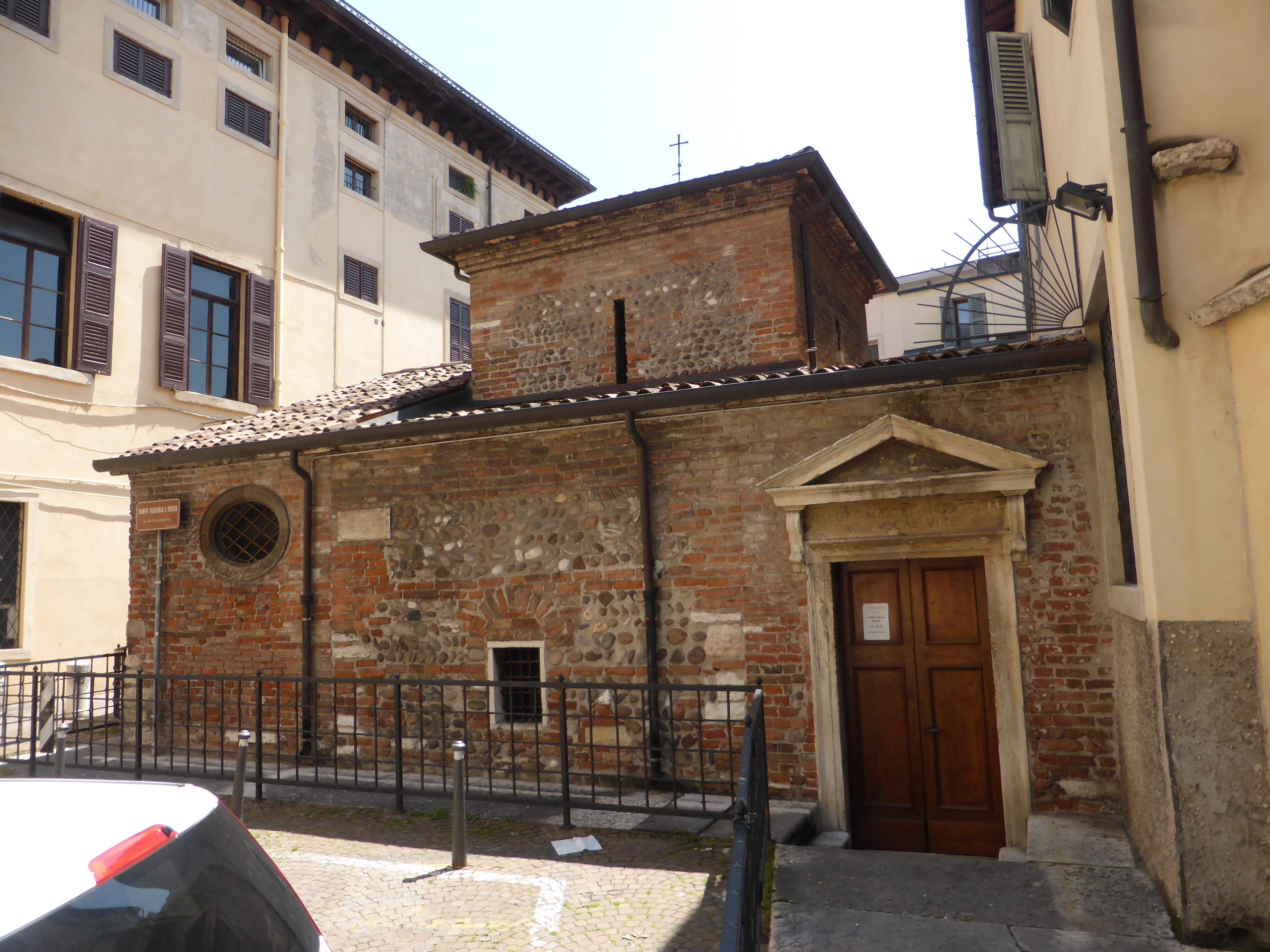
Teuteria en Toscakerk in Verona, Italië

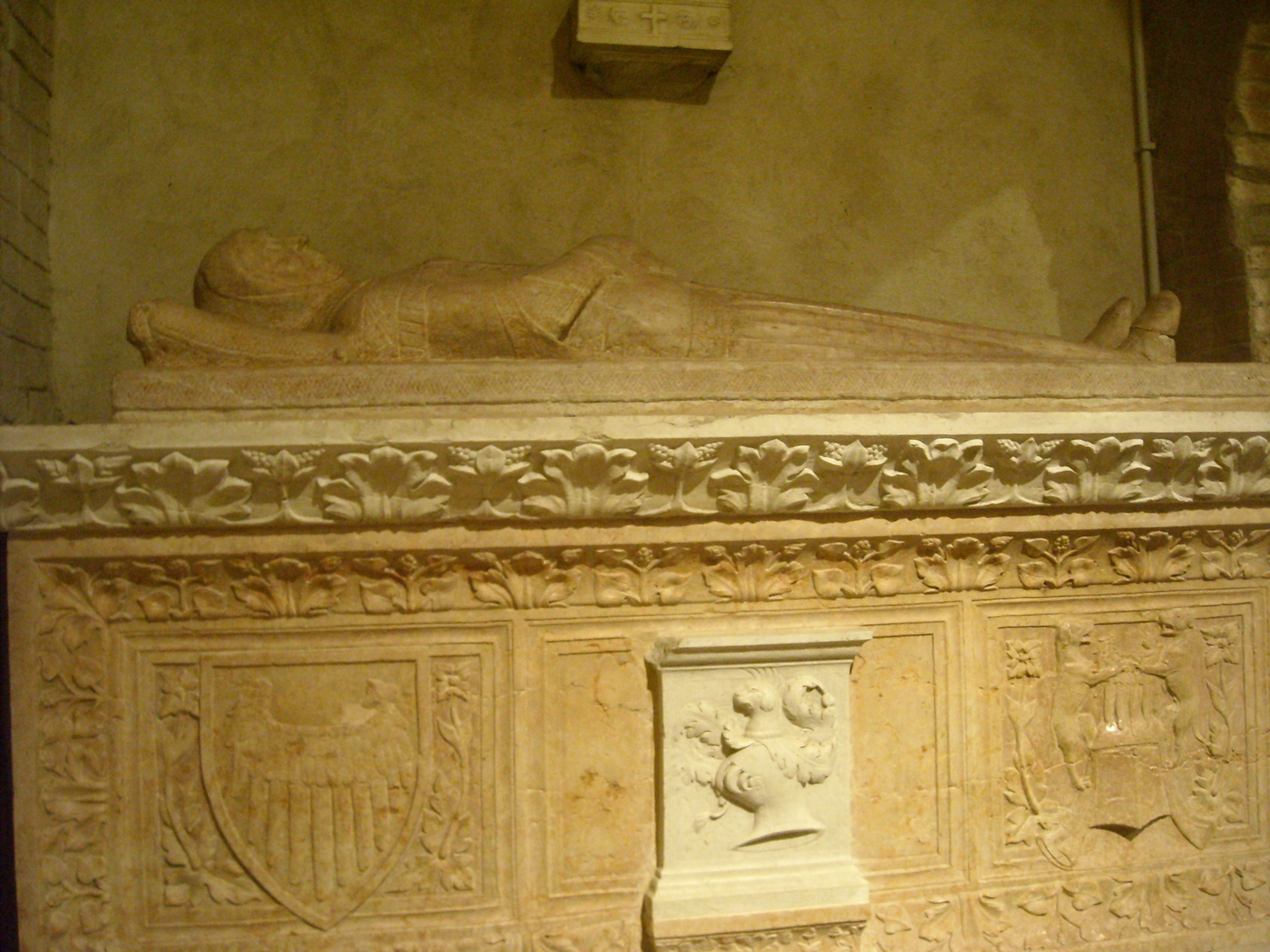
Graf van Francesco Bevilacqua, ambassadeur in dienst van de heren van Verona

De Chiesa della Sante Teuteria e Tosca is de oudste kerk van Verona, een stad in de Noord-Italiaanse regio Veneto. De oorsprong van deze kleine kerk gaat terug tot de Romeinse tijd. Ze is toegewijd aan de heiligen Teuteria en Tosca, twee Romeinse vrouwen uit Verona. 
De Chiesa della Sante Teuteria e Tosca ligt in het centrum van Verona, in een steegje genoemd Vicolo Dietro Santissimi Apostoli en aan het plein Piazzetta Santi Apostoli. Dit is naast de Corso Cavour, een grote as van de stad. De kerk had oorspronkelijk een Grieks kruis als grondplan en dit werd later een vierkanten bouwwerk. Ze heeft geen voorgevel want de nabijgelegen en grotere kerk Chiesa dei Santi Apostoli neemt de plek in. Er was nooit een klokkentoren. De kerk heeft een dakconstructie in twee delen boven elkaar. De vloertegels zijn afwisselend van rood marmer van Verona, wit-roze kalksteen en terracotta.

## Historiek
In de 5e eeuw, ten tijde van het Romeinse Keizerrijk, stond hier een martyrium: christelijke Romeinen vereerden hun martelaars die het slachtoffer waren geweest van christenvervolgingen. Dit martyrium werd ingericht in een bestaande Romeinse tempel, mogelijks een toegankelijk grafmonument. Dit maakt dat de Chiesa della Santa Teuteria e Tosca ouder is dan de nabijgelegen Chiesa dei Santi Apostoli, die later verrees op de begraafplaats. De Romeinen hadden hun grafmonumenten op een terrein langs de weg Via Consolare Postumia, thans de Corso Cavour.
Circa 750 werd het oud kerkje gerenoveerd naar aanleiding van de plechtigheid waarin de bisschop van Verona, de heilige Anno, er Teuteria en Tosca liet herbegraven (12 april 751). Vier eeuwen later werden de relikwieën teruggevonden; de Veronezen vonden intussen dat het Romeins kerkje bouwvallig was geworden. 
De patriciër en condottiero Guglielmo Bevilacqua (1272-1335) bekostigde de werken. Het ging zowel om renovatie als uitbreiding. Daardoor stond het oorspronkelijke Grieks kruisplan voortaan in een groter vierkanten gebouw. Zijn zoon Francesco Bevilacqua, een ambassadeur in dienst van het heersende huis Della Scala, zorgde voor verfraaiingen. Er kwamen zijaltaren waar hij voor eeuwig missen liet lezen; de relikwieën werden in een stenen koffer op vier zuilen geplaatst. Zelf werd hij begraven in een zijvleugel.
In het jaar 1913 werd tijdens een renovatie een archeologische opgraving uitgevoerd. Er werd tot twee meter onder het straatniveau gegraven. Er werden Romeinse mozaïeken uit de 2e eeuw, alsook brokken fresco’s en munten boven gehaald.